# Volkswagen Golf III
Para una vista general de todas las generaciones. Véase Volkswagen Golf
El Volkswagen Golf III, Golf Mk3 o Golf A3 se refiere a la tercera generación de este popular modelo de Volkswagen que estuvo en producción ininterrumpida desde 1991 hasta 1999. Esta generación se caracteriza por ser la primera de este modelo en incorporar equipamientos, tales como los airbags. Si bien, a nivel de mecánicas y bastidor es un pariente muy cercano del Golf II conservando dimensiones como la distancia entre ejes y las entrevías, su estética fue modificada al grado que hubo quienes temieron que Volkswagen estuviera arriesgándose mucho al modificar su modelo más importante, que después de dos generaciones tenía ya una imagen muy fuerte.

## Historia

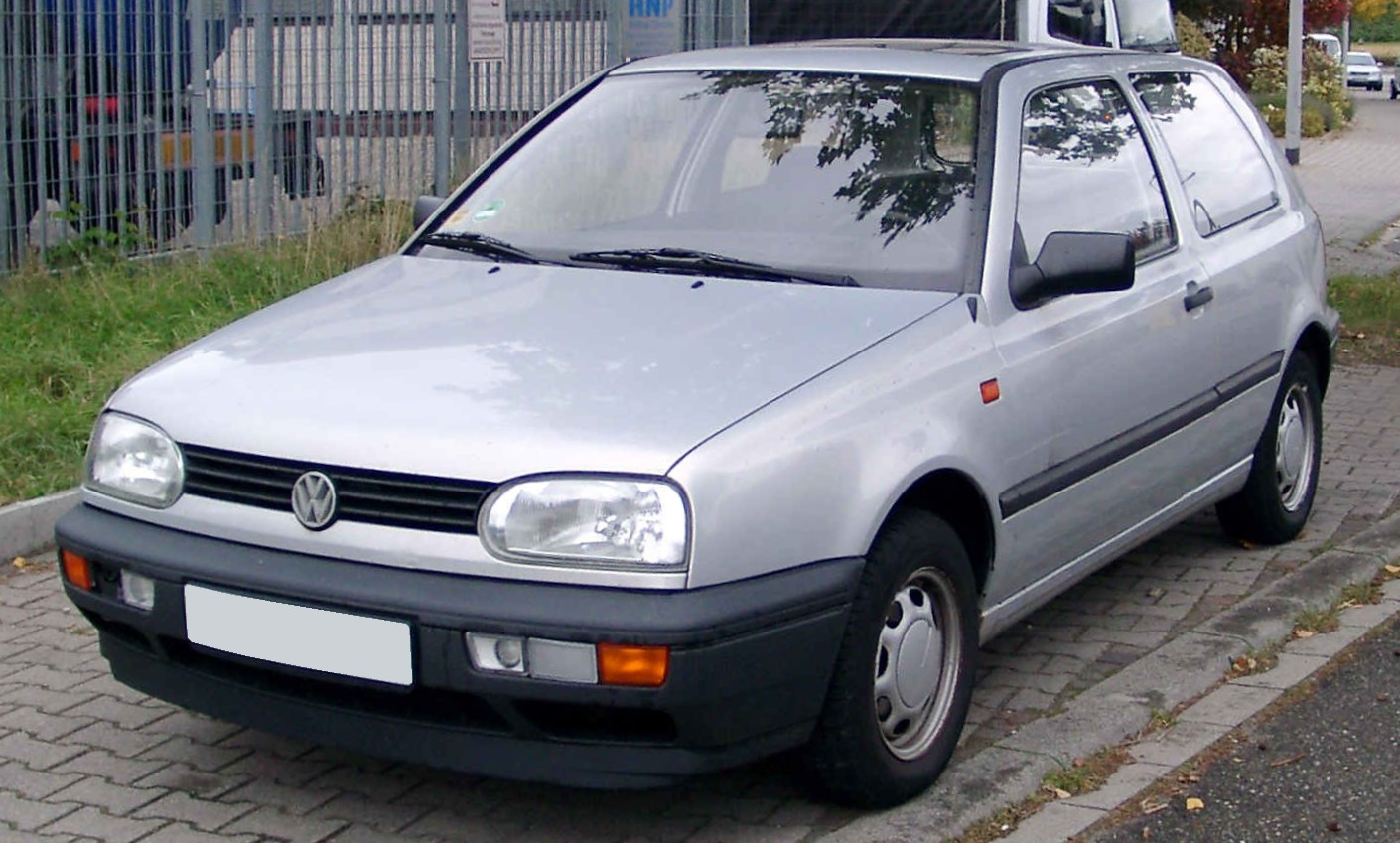
Un Volkswagen Golf CL 1992.

La presentación mundial del Golf III se llevó a cabo en noviembre de 1991. Su oferta inicial contempló siete motores: estos van desde un 1.4 L 60 CV (44 kilovatios) y 55 CV (40 kilovatios) para el mercado austriaco), pasando por dos 1.8 L, uno de 75 CV (55 kilovatios), y el otro con 90 CV (66 kilovatios).
Para el «Golf GTI» se reservó un 2.0 L 115 CV (85 kilovatios), y como tope de la gama quedaba el motor VR6 2.8 L de ángulo estrecho (15.º) recién desarrollado po la marca con una potencia de 174 CV (128 kilovatios) al que se denominaría Golf VR6. La V es por la configuración del motor, R significa Reihe que en alemán se utiliza para designar a los motores en línea -al tener el ángulo tan reducido, este motor da la impresión de ser un motor en línea-, mientras que el 6 era por el número de cilindros. Adicionalmente, se sumaban dos motorizaciones a diésel totalmente inéditas: un 1.9 D con 64 CV (47 kilovatios), y el 1.9 TD de 75 CV (55 kilovatios). Cabe mencionar que en esta generación, los Golf con motores a partir de 64 CV (47 kilovatios) equipaban la dirección hidráulica como equipo de serie.

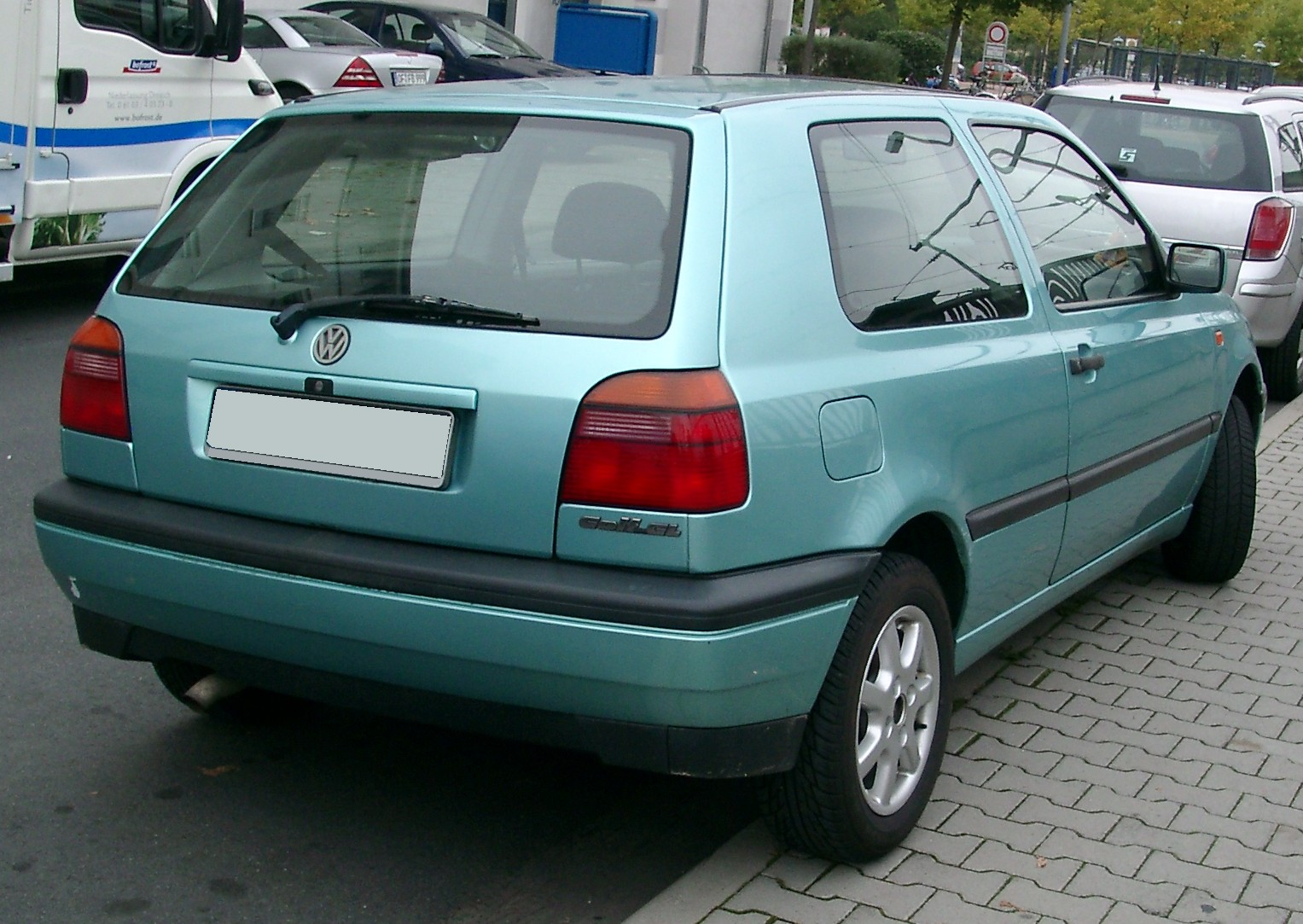
Un Volkswagen Golf GL 1993. Vista posterior.

Los niveles de equipo contemplados en esta oferta inicial son el "Golf CL", el "Golf GL", el "Golf GT", el "Golf GT Special", "Golf GTI" y el "Golf VR6". Cabe destacar que el Golf GT equipado con el motor 1.9 turbodiésel de 75 CV (55 kilovatios) era denominado "Golf GTD". La versión CL era la versión básica que se distinguía por tener las defensas y espejos exteriores, sin pintar, una vestidura de tela, y unos tapones de rueda centrales sencillos. La versión GL traía las defensas y los espejos exteriores pintadas al color del auto, con vestiduras de velour y cierre centralizado al interior, y unos tapones de rueda más estilizados. El Golf GT traía como equipo de serie neumáticos y ruedas de 14 pulgadas (35,6 cm) (tanto los CL como los GL ofrecían de 13 pulgadas (33,0 cm)), faros delanteros con proyector doble (como los encontrados en el GTI), asientos delanteros deportivos, cuentarrevoluciones, y una computadora de viaje MFA, por fuera traía las molduras del GTI y un pequeño deflector trasero en la parte superior de la escotilla. El GT Special por su parte venía con varios equipos adicionales desde la fábrica, tales como defensas al color del auto y luces traseras obscurecidas. Los GTI y VR6 ofrecían piezas adicionales como los espejos exteriores y manijas de puertas al color del auto, elevadores de cristales y espejos exteriores con control eléctrico, volante forrado en piel, ruedas de aleación de 15 pulgadas (38,1 cm), cuatro frenos de disco y faros delanteros antiniebla, entre otros. En el apartado mecánico ofrecen además el ABS y el EDS (como opción a costo extra en el GTI y como equipo de norma en los GTI 16V (que se incorporaría un año después) y los VR6).

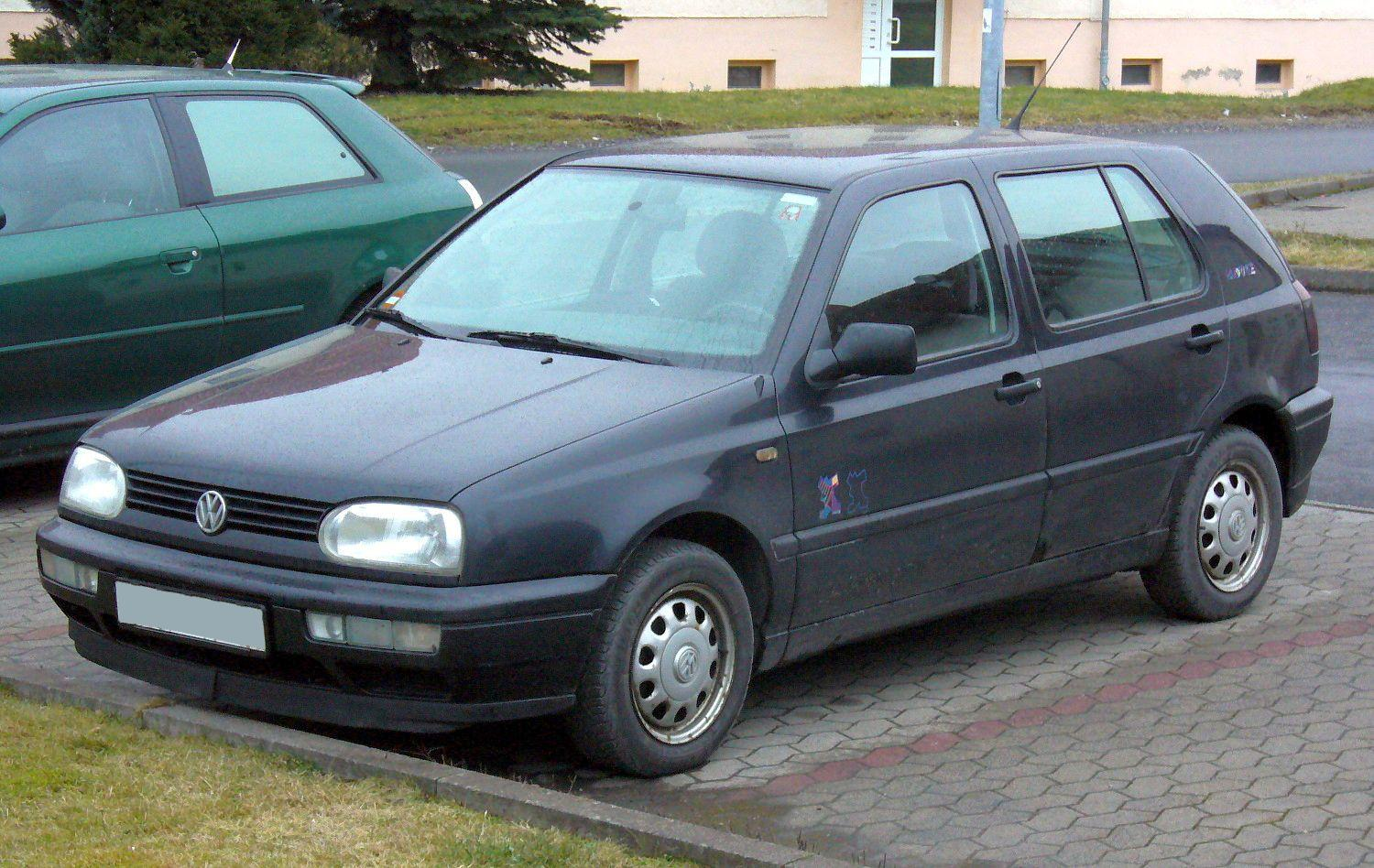
Un Volkswagen Golf Movie 1995. Edición Limitada.

En 1992 se incluyen las bolsas de aire como equipo opcional a costo extra. En 1993 hace su aparición el "Golf Variant". Se introduce un modelo especial llamado "Golf Europe" disponible tanto en el nivel CL como en el GL. Igualmente, el "Golf III Cabriolet" hace su aparición, así como el nuevo "Golf GTI 16V", que en esta ocasión equipa un motor 2.0 L 16V y 150 CV (110 kilovatios). El Golf VR6 a partir de este año está disponible también con caja de cambios automática. En 1993, la novedad se centra en la incorporación de la tecnología de inyección directa con bomba rotativa a un motor turbodiésel de la marca con el nuevo motor 1.9 TDI con 90 CV (66 kilovatios), disponible inicialmente en los hatchback, y posteriormente en los Variant y Cabriolet. Igualmente hace su aparición el "Golf Syncro" con tracción a las cuatro ruedas, con el motor 1.8 L 90 CV (66 kilovatios). Para 1994, aparece una nueva versión tope de la gama: el "Golf VR6 Syncro" con un motor VR6 con el desplazamiento aumentado a 2.9 L 190 CV (140 kilovatios) y únicamente disponible con el sistema Syncro. Aparecen las primeras versiones especiales de esta generación tales como el "Golf Pink Floyd", el "Golf Savoy", el "Golf Highline", el "Golf GTI Edition", el "Golf New Orleans" y el "Golf Ecomatic". Las Fuerzas Armadas Alemanas eligen al Golf III como su vehículo de transporte ligero, mismo que se pintaba en color Verde Bronce. Para 1995 las bolsas de aire se vuelven equipo de serie en el Golf, aparecen nuevas variantes como el "Elektro-Golf Citistromer" con un motor eléctrico de 17,6 kW (23,9 caballos de vapor), aparecen las versiones especiales "Golf CL Extra", "Golf Avenue", "Golf VR6 Edition", "Golf Rolling Stones", el "Golf Movie" y el "Golf Colour Concept" -este último se caracteriza por su amplio equipamiento y presentar asientos e interiores con acentos al color del auto. La mayor novedad de ese año fue la inclusión de la tecnología de inyección directa con bomba rotativa en el motor 1.9 SDI a diésel de aspiración natural con 64 CV (47 kilovatios).
En 1996 aparecen nuevos motores: un 1.9 TDI (con la letra "I" en rojo) con 110 CV (81 kilovatios) y 235 Nm de torque como tope de la gama en las motorizaciones a diésel, así como un nuevo motor 1.6 L 101 CV (74 kilovatios). Salen a la venta dos versiones especiales: el "Golf Bon Jovi" y el "Golf 20 Jahre GTI" (edición conmemorativa de 20 aniversario del Golf GTI). En 1997 el ABS se convierte en equipo de serie para toda la gama Golf, y aparecen las bolsas de aire laterales como equipo opcional. Los "Golf CL" y "Golf GL" son reemplazados por las versiones "Golf Trendline" y "Golf Comfortline". En 1997 salen las ediciones especiales "Golf Joker", "Golf Family" y el "Golf Otmar Alt". En el mes de agosto termina la producción de los Golf III en hatchback y Variant con una cifra total de 4.663.438 unidades, de las cuales 4.085.300 corresponden al Golf hatchback, siendo sustituidos por la cuarta generación del Golf.

### Golf Variant

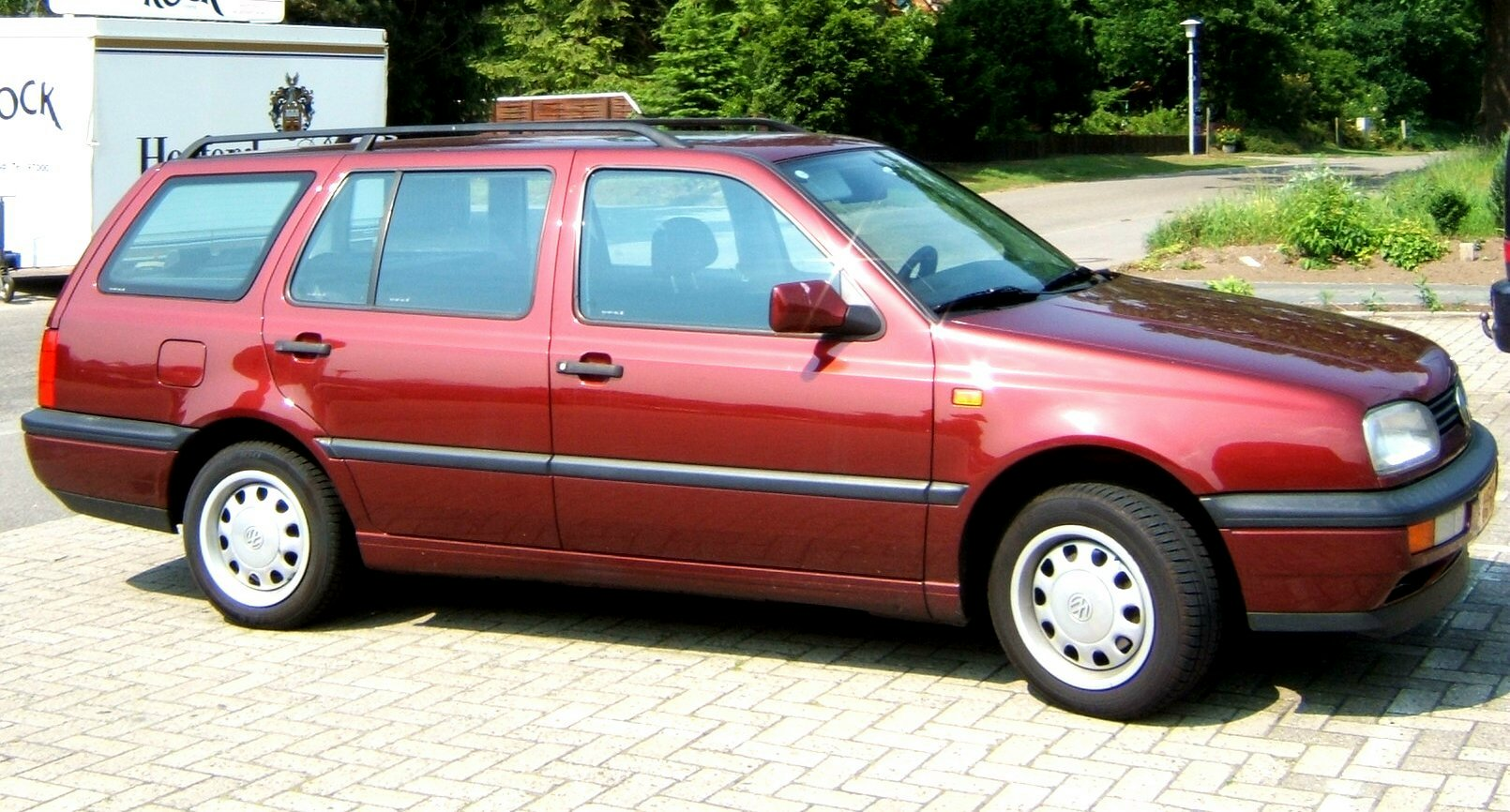
Un Volkswagen Golf Variant TDI ca. 1997.

El Golf Variant es la variante familiar del Volkswagen Golf. Su primera generación es la tercera generación del Volkswagen Golf. La primera y segunda generación del Golf no contaron con este tipo de carrocería en virtud de que el Passat Variant cubría las necesidades de competir en segmentos inferiores como en el caso del Opel Kadett y el caso de los Opel Ascona y Vectra, o bien de segmentos superiores como los Opel Rekord y Omega. Sin embargo, al presentarse la tercera generación del Passat Variant, este había crecido de tamaño lo suficiente como para ya no poder competir en los segmentos inferiores, por lo cual se procedió a diseñar una versión familiar de su vehículo de segmento inferior, que para entonces ya era la referencia de su segmento: El Golf. 

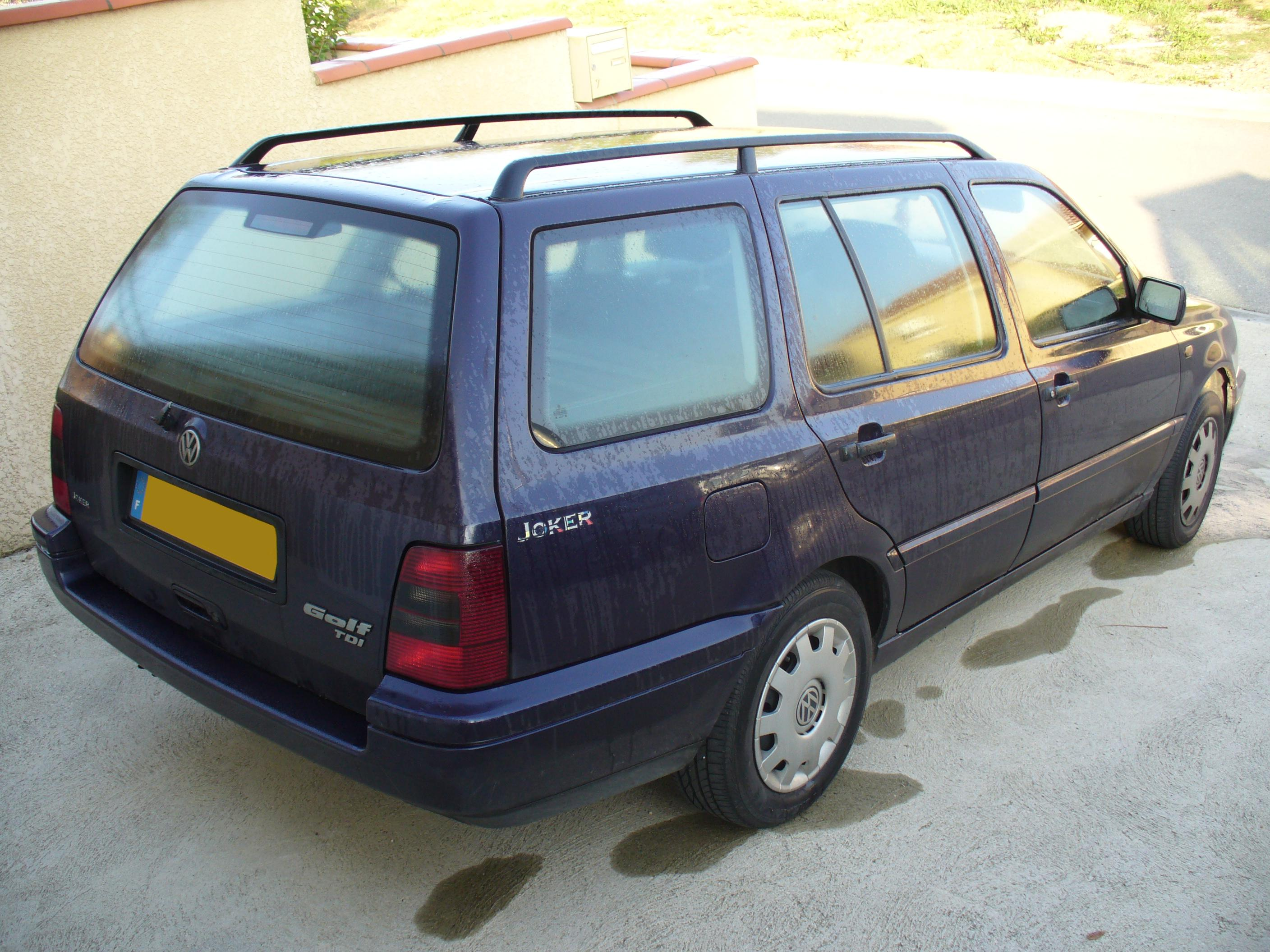
Un Volkswagen Golf Variant Joker TDI 1997. Vista posterior.

Así, en el cuarto trimestre de 1993 se lanza el Golf Variant con una agresiva campaña de publicidad, lo que supuso un éxito rotundo, impactando a la competencia. Al combinarse esta carrocería con los motores TDI, provocaron una demanda tal, que había largas listas de espera por este modelo, particularmente como modelo de flotillas cuya popularidad conserva aún hoy día. Durante el cuarto trimestre de 1997, y coincidiendo con el lanzamiento del Golf IV, la producción del Golf Variant se trasladó de la planta de Wolfsburg 200 km (124 millas) hacia el oeste, a las instalaciones de Karmann, en Osnabrück. La producción del Golf Variant continuo por dos años más, hasta el cuarto trimestre de 1999. El Golf Variant estuvo disponible con la mayoría de los motores conocidos de la gama Golf III, a excepción de los 1.6 L 75 CV (55 kilovatios), el 2.0 L 16V 150 CV (110 kilovatios) y el VR6 2.8 L 174 CV (128 kilovatios). Igualmente como su hermano hatchback, el Golf Variant estuvo disponible en la mayoría de las ediciones especiales de su tiempo, al igual que con el sistema de tracción a las cuatro ruedas Syncro, ofreciéndose este último, con los motores 1.8 L 90 CV (66 kilovatios), 2.0 L 115 CV (85 kilovatios), VR6 2.9 L 194 CV (143 kilovatios), y con el motor 1.9 L TDI 90 CV (66 kilovatios).

### Golf III Cabriolet

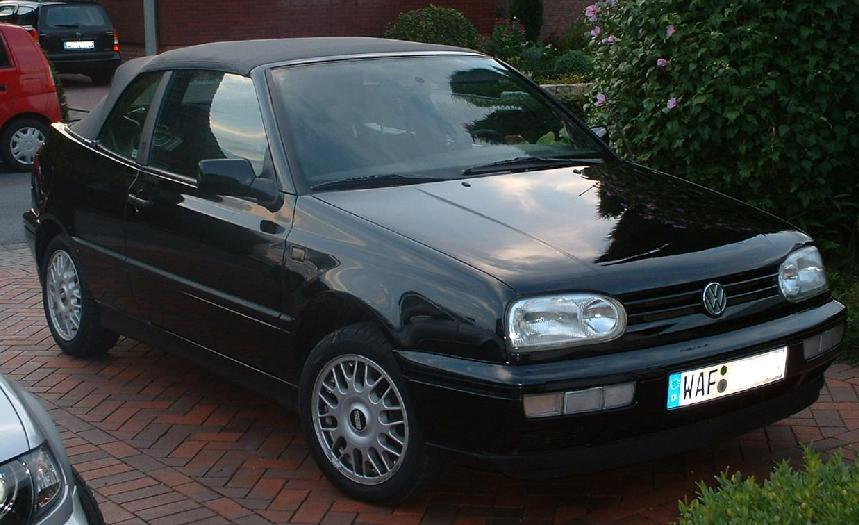
Un Volkswagen Golf Cabriolet ca. 1997.

En 1993 hace su aparición el Golf III Cabriolet o simplemente Golf Cabrio en algunos mercados. Este nuevo modelo creció en dimensiones, presenta mayor rigidez torsional y es más seguro que el Golf I Cabriolet al que reemplaza. Algunos modelos fueron producidos con bolsas de aire, y todos tenían el ABS como equipo de serie. Inicialmente sus motores fueron los de 75 CV (55 kilovatios), 90 CV (66 kilovatios) y 115 CV (85 kilovatios) ya conocidos en el resto de la gama. En 1994, se añade a la gama el motor 1.6 L 101 CV (74 kilovatios), mientras que en 1995 se añade el motor 1.9 L TDI 90 CV (66 kilovatios) convirtiendo al Golf Cabriolet en el primer convertible compacto en ofrecer una motorización a diésel. En 1996, se añade el motor 1.9 L TDI 110 CV (81 kilovatios). Hasta 1998 se produjeron 139.578 unidades. Este Golf Cabriolet, al igual que los Golf hatchback y Golf Variant, estuvieron disponibles en muchas de las ediciones especiales que caracterizaron a esta generación.

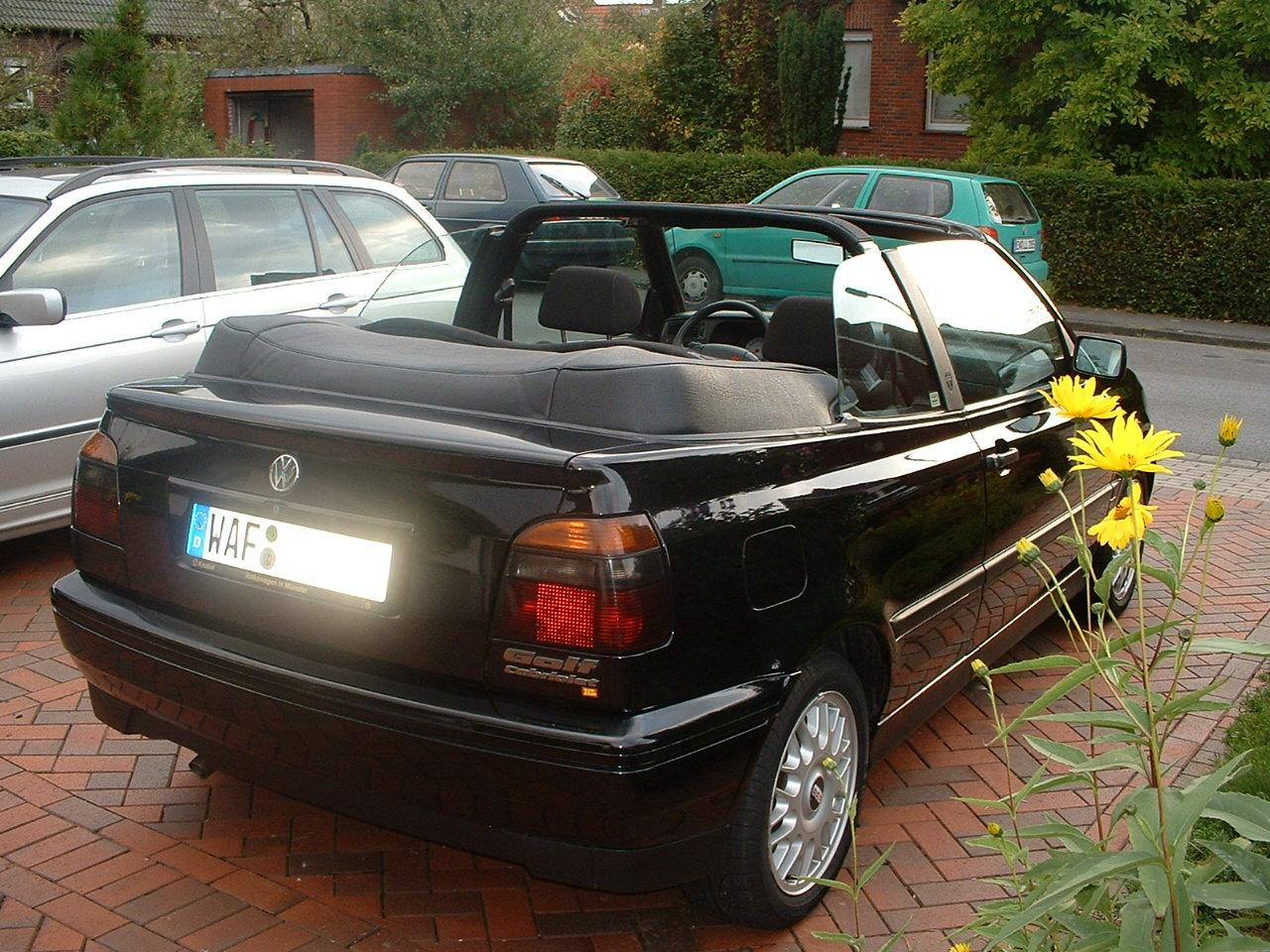
Volkswagen Golf Cabriolet. Vista posterior.

En 1998, de forma simultánea con el cambio de generación del Golf, el Golf Cabriolet es presentado con modificaciones extensivas con el fin de asemejarse al nuevo Golf IV, mejorando con ello la calidad de los acabados interiores. A partir de ahora, como en el nuevo Golf IV, la iluminación del tablero de mandos es en color azul con indicadores en rojo. La parte frontal adoptó los faros del Golf IV más una defensa y parrilla de diseño muy semejante a dicho modelo. En la parte trasera, el cambio más apreciable, es el cambio del portaplaca,, que ahora se situaba en la defensa trasera, en vez de la tapa del portaequipaje, como en los modelos anteriores. Este "nuevo" Golf Cabriolet se le conoce oficialmente como Golf IV Cabriolet aunque en realidad se trata de un Golf III.
Desde el año 2000, el Golf Cabriolet enfrentó una muy encarnizada competencia por la nueva generación de descapotables con techo rígido encabezados por el Peugeot 206 CC. Esto condujo a la descontinuación de la producción del Golf Cabriolet en 2002 (aunque Karmann la había suspendido desde 2001. Las últimas unidades de este modelo fueron producidas por Volkswagen de México, aunque siempre con las piezas y el respaldo de Karmann. El total de la producción del "Golf IV Cabriolet" ascendió a 164.234 unidades.

### Golf GTI

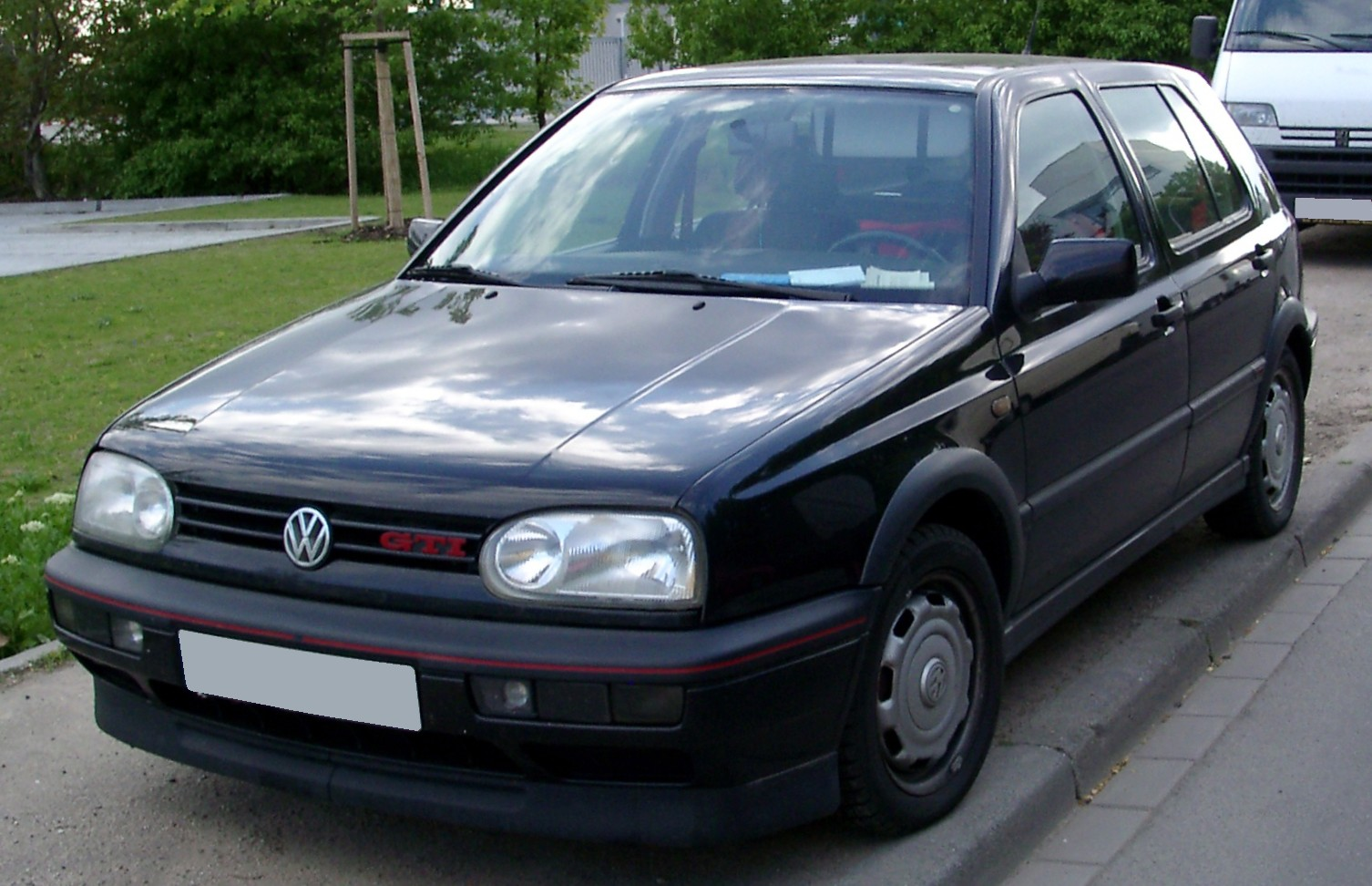
Volkswagen Golf GTI. Vista frontal.

En agosto de 1991, el Golf III GTI fue presentado junto con otras versiones. Los motores disponibles para esta generación son un 4 cilindros 2.0 L con 8 válvulas, y 115 CV (85 kilovatios). A partir de 1993 e motor 2.0 L con 16 válvulas 150 CV (110 kilovatios). Entre 1996 y 1997 estuvo disponible en la versión conmemorativa 20 Jahre GTI. Igualmente existió el "Golf GT TDI" el cual montaba un motor 1.9 L TDI con 110 CV (81 kilovatios).
En ocasión del 20 aniversario de la presentación del primer Golf GTI que fue presentado en agosto de 1976, salió a la venta una edición conmemorativa llamada 20 Jahre GTI. Este se distingue del resto de los Golf GTI, por su tapicería con vestiduras a cuadros y costuras rojas, volante forrado en piel con costuras rojas, pomo de la palanca de velocidades con forma de pelota de golf con logotipo GTI en rojo, freno de mano forrado en piel con costuras rojas y cinturones de seguridad en rojo. Por fuera, esta edición limitada tiene las discretas bandas rojas en las defensas, ruedas de aleación de dos piezas BBS de 16 pulgadas (40,6 cm) con neumáticos 215/40. En la actualidad algunos modelos Golf III presentan algunas de estas características, introducidas por sus dueños de forma posterior.

### Golf TDI y Golf SDI
Después de 1986 Fiat presentó el Fiat Croma TD ID con un motor a diésel turbocomprimido, con una inyección directa diésel y una potencia de 90 CV (66 kilovatios), seguido en 1989 por el Audi 100 con un motor de 5 cilindros 2.5 L 120 CV (88 kilovatios).
El Grupo Volkswagen por su parte, decidió comercializar este tipo de motorizaciones bajo la denominación TDI. El primer motor en llevar este sufijo es un 4 cilindros 1.9 L cuya primera aplicación fue en el Audi 80 de 1992, posterior a ello, a partir de 1993 se decidió incorporarlo como motorización en el Golf bajo el nombre de Golf TDI. Este primer motor ofrecía una potencia de 90 CV (66 kilovatios).
Posteriormente y al ajustar los parámetros del Sistema de Control del Turbocompresor, aunado a la incorporación de un turbocompresor de geometría variable, y un mayor diámetro en los orificios de los inyectores (de 186 a 205 micras) se logró alcanzar 110 CV (81 kilovatios), este motor se distingue de la versión original del Golf TDI porque en su emblema la letra I está pintada de rojo.
A partir de 1993 fue comercializado el Golf TDI siendo todo un éxito en los mercados donde se comercializó, revolucionando la percepción de la gente hacia los motores a diésel, al ser estos menos ruidosos, más potentes y más amigables con el medio ambiente, convirtiéndose al poco tiempo de su lanzamiento en una referencia para los demás modelos de su segmento.
El motor SDI, al igual que el TDI comparte sus características tales como la inyección directa. La diferencia entre el SDI y el TDI es que el primero es de aspiración natural, en contra de la presencia del turbocompresor del TDI.

### Prototipos
- Golf A59: Este prototipo de Vw hace su aparición en 1993 el modelo tiene una apariencia más agresiva y deportiva ensanchado con parachoques diferentes y un motor 2.0 mismo que el GTI pero modificado con turbo y 275 CV (202 kilovatios).

- Golf City Stromer: Este prototipo continua el proyecto que empezaría la anterior generación, usando la misma denominación, pues era la versión eléctrica del Golf y se desarrollaron más de una unidad para pruebas, todos ellos como prototipos pre series que no se llegarían a comercializar.

## Motorizaciones
| Período                                        | 1991-1995                                       | 1991-1995                                       | 1995-1997                                         | 1995-1997                                         | 1992-1994                                         | 1994-1995                                         | 1995-1997                                         | 1994-1995                                       | 1995-1997                                        | 1991-1997                                        | 1991-1997                                        | 1991-1994                                         | 1994-1995                                         | 1995-1997                                         | 1992-1997                                         | 1991-1997                                        | 1994-1997                                       |
| Identificación del motor                       | ABD                                             | ABD                                             | AKP                                               | AEX, APQ                                          | ABU                                               | AEA                                               | AEE                                               | AEK                                             | AFT                                              | AAM, ANN                                         | ABS, ADZ, ANP                                    | 2E                                                | ADY                                               | AGG                                               | ABF                                               | AAA                                              | ABV                                             |
| Tipo de motor                                  | L4 8v, inyección monopunto                      | L4 8v, inyección monopunto                      | L4 8v                                             | L4 8v                                             | L4 8v, inyección monopunto                        | L4 8v, inyección monopunto                        | L4 8v                                             | L4 8v                                           | L4 8v                                            | L4 8v, inyección monopunto                       | L4 8v, inyección monopunto                       | L4 8v                                             | L4 8v                                             | L4 8v                                             | L4 16v                                            | VR6 12v                                          | VR6 12v                                         |
| Diámetro x carrera                             | 75 mm (2,95 pulgadas) × 78,7 mm (3,10 pulgadas) | 75 mm (2,95 pulgadas) × 78,7 mm (3,10 pulgadas) | 76,5 mm (3,01 pulgadas) × 75,6 mm (2,98 pulgadas) | 76,5 mm (3,01 pulgadas) × 75,6 mm (2,98 pulgadas) | 76,5 mm (3,01 pulgadas) × 86,9 mm (3,42 pulgadas) | 76,5 mm (3,01 pulgadas) × 86,9 mm (3,42 pulgadas) | 76,5 mm (3,01 pulgadas) × 86,9 mm (3,42 pulgadas) | 81 mm (3,19 pulgadas) × 77,4 mm (3,05 pulgadas) | 81 mm (3,19 pulgadas) × 77,4 mm (3,05 pulgadas)  | 81 mm (3,19 pulgadas) × 86,4 mm (3,40 pulgadas)  | 81 mm (3,19 pulgadas) × 86,4 mm (3,40 pulgadas)  | 82,5 mm (3,25 pulgadas) × 92,8 mm (3,65 pulgadas) | 82,5 mm (3,25 pulgadas) × 92,8 mm (3,65 pulgadas) | 82,5 mm (3,25 pulgadas) × 92,8 mm (3,65 pulgadas) | 82,5 mm (3,25 pulgadas) × 92,8 mm (3,65 pulgadas) | 81 mm (3,19 pulgadas) × 90,3 mm (3,56 pulgadas)  | 82 mm (3,23 pulgadas) × 90,3 mm (3,56 pulgadas) |
| Cilindrada                                     | 1391 cm³                                        | 1391 cm³                                        | 1390 cm³                                          | 1390 cm³                                          | 1598 cm³                                          | 1598 cm³                                          | 1598 cm³                                          | 1595 cm³                                        | 1595 cm³                                         | 1781 cm³                                         | 1781 cm³                                         | 1984 cm³                                          | 1984 cm³                                          | 1984 cm³                                          | 1984 cm³                                          | 2792 cm³                                         | 2861 cm³                                        |
| Relación de compresión                         | 9.2:1                                           | 9.2:1                                           | 10.2:1                                            | 10.2:1                                            | 9.3:1                                             | 10.0:1                                            | 9.8:1                                             | 10.3:1                                          | 10.3:1                                           | 9.0:1                                            | 10.0:1                                           | 10.4:1                                            | 10.0:1                                            | 9.6:1                                             | 10.5:1                                            | 10.0:1                                           | 10.0:1                                          |
| Potencia máxima @ rpm:                         | 55 CV (40 kilovatios) @ 5200                    | 60 CV (44 kilovatios) @ 5200                    | 55 CV (40 kilovatios) @ 4700                      | 60 CV (44 kilovatios) @ 4700                      | 75 CV (55 kilovatios) @ 5200                      | 75 CV (55 kilovatios) @ 5200                      | 75 CV (55 kilovatios) @ 4800                      | 101 CV (74 kilovatios) @ 5800                   | 101 CV (74 kilovatios) @ 5800                    | 75 CV (55 kilovatios) @ 5000                     | 90 CV (66 kilovatios) @ 5500                     | 115 CV (85 kilovatios) @ 5400                     | 115 CV (85 kilovatios) @ 5400                     | 115 CV (85 kilovatios) @ 5400                     | 150 CV (110 kilovatios) @ 6000                    | 174 CV (128 kilovatios) @ 5800                   | 190 CV (140 kilovatios) @ 5800                  |
| Par máximo @ rpm:                              | 107 Nm @ 2400-2800                              | 107 Nm @ 2400-2800                              | 116 Nm @ 3000                                     | 116 Nm @ 2800-3200                                | 126 Nm @ 2600                                     | 128 Nm @ 2800-2400                                | 125 Nm @ 2800-3600                                | 135 Nm @ 4400                                   | 140 Nm @ 3500                                    | 140 Nm @ 2500                                    | 145 Nm @ 2500                                    | 166 Nm @ 3200                                     | 166 Nm @ 3200                                     | 166 Nm @ 2600                                     | 180 Nm @ 4800                                     | 240 Nm @ 4200                                    | 245 Nm @ 4200                                   |
| Tracción                                       | Delantera                                       | Delantera                                       | Delantera                                         | Delantera                                         | Delantera                                         | Delantera                                         | Delantera                                         | Delantera                                       | Delantera                                        | Delantera                                        | Delantera / Total                                | Delantera                                         | Delantera                                         | Delantera / Total                                 | Delantera                                         | Delantera                                        | Total                                           |
| Transmisión                                    | Manual, 5 velocidades                           | Manual, 5 velocidades                           | Manual, 5 velocidades                             | Manual, 5 velocidades                             | Manual, 5 velocidades                             | Manual, 5 velocidades                             | Manual, 5 velocidades                             | Manual, 5 velocidades                           | Manual, 5 velocidades / Automática 4 velocidades | Manual, 5 velocidades / Automática 4 velocidades | Manual, 5 velocidades / Automática 4 velocidades | Manual, 5 velocidades / Automática 4 velocidades  | Manual, 5 velocidades / Automática 4 velocidades  | Manual, 5 velocidades / Automática 4 velocidades  | Manual, 5 velocidades                             | Manual, 5 velocidades / Automática 4 velocidades | Manual, 5 velocidades                           |
| Aceleración de 0-100 km/h (62 millas por hora) | 18.3 s                                          | 16.7 s                                          | 17.5 s                                            | 15.9 s                                            | 14.0 s                                            | 13.8 s                                            | 13.4 s                                            | 11.2 s                                          | 11.2 s                                           | 14.2 s                                           | 12.1 s                                           | 10.1 s                                            | 10.9 s                                            | 10.4 s                                            | 8.7 s                                             | 7.8 s                                            | 7.5 s                                           |
| Velocidad máxima                               | 150 km/h (93 millas por hora)                   | 157 km/h (98 millas por hora)                   | 153 km/h (95 millas por hora)                     | 157 km/h (98 millas por hora)                     | 168 km/h (104 millas por hora)                    | 168 km/h (104 millas por hora)                    | 168 km/h (104 millas por hora)                    | 188 km/h (117 millas por hora)                  | 188 km/h (117 millas por hora)                   | 168 km/h (104 millas por hora)                   | 178 km/h (111 millas por hora)                   | 198 km/h (123 millas por hora)                    | 196 km/h (122 millas por hora)                    | 196 km/h (122 millas por hora)                    | 215 km/h (134 millas por hora)                    | 226 km/h (140 millas por hora)                   | 224 km/h (139 millas por hora)                  |
| Consumo combinado (L/100 km)                   | 7.0                                             | 7.0                                             | 6.8                                               | 6.8                                               | 7.3                                               | 7.0                                               | 7.2                                               | 7.7                                             | 7.9                                              | 7.6                                              | 8.0                                              | 7.3                                               | 7.6                                               | 8.1                                               | 8.5                                               | 10.5                                             | 11.1                                            |

| Período                                        | 1991-1997                                         | 1995-1997                                         | 1991-1997                                         | 1993-1996                                         | 1996-1997                                         | 1997                                              | 1996-1997                                         |
| Identificación del motor                       | 1Y                                                | AEY                                               | AAZ                                               | 1Z                                                | AHU                                               | ALE                                               | AFN                                               |
| Tipo de motor                                  | L4 8v, inyección indirecta                        | L4 8v, inyección directa                          | L4 8v, turbo                                      | L4 8v, inyección directa, turbo, intercooler      | L4 8v, inyección directa, turbo, intercooler      | L4 8v, inyección directa, turbo, intercooler      | L4 8v, inyección directa, turbo, intercooler      |
| Diámetro x carrera                             | 79,5 mm (3,13 pulgadas) × 95,5 mm (3,76 pulgadas) | 79,5 mm (3,13 pulgadas) × 95,5 mm (3,76 pulgadas) | 79,5 mm (3,13 pulgadas) × 95,5 mm (3,76 pulgadas) | 79,5 mm (3,13 pulgadas) × 95,5 mm (3,76 pulgadas) | 79,5 mm (3,13 pulgadas) × 95,5 mm (3,76 pulgadas) | 79,5 mm (3,13 pulgadas) × 95,5 mm (3,76 pulgadas) | 79,5 mm (3,13 pulgadas) × 95,5 mm (3,76 pulgadas) |
| Cilindrada                                     | 1896 cm³                                          | 1896 cm³                                          | 1896 cm³                                          | 1896 cm³                                          | 1896 cm³                                          | 1896 cm³                                          | 1896 cm³                                          |
| Relación de compresión                         | 22.5:1                                            | 19.5:1                                            | 22.5:1                                            | 19.5:1                                            | 19.5:1                                            | 19.5:1                                            | 19.5:1                                            |
| Potencia máxima @ rpm:                         | 64 CV (47 kilovatios) @ 4400                      | 64 CV (47 kilovatios) @ 4200                      | 75 CV (55 kilovatios) @ 4200                      | 90 CV (66 kilovatios) @ 4000                      | 90 CV (66 kilovatios) @ 4000                      | 90 CV (66 kilovatios) @ 3750                      | 110 CV (81 kilovatios) @ 4150                     |
| Par máximo @ rpm:                              | 124 Nm @ 2000-3000                                | 125 Nm @ 2200-2800                                | 150 Nm @ 2400-3400                                | 202 Nm @ 1900                                     | 202 Nm @ 1900                                     | 210 Nm @ 1900                                     | 235 Nm @ 1900                                     |
| Tracción                                       | Delantera                                         | Delantera                                         | Delantera                                         | Delantera / Total                                 | Delantera / Total                                 | Delantera / Total                                 | Delantera                                         |
| Transmisión                                    | Manual, 5 velocidades                             | Manual, 5 velocidades                             | Manual, 5 velocidades                             | Manual, 5 velocidades / Automática, 4 velocidades | Manual, 5 velocidades / Automática, 4 velocidades | Manual, 5 velocidades / Automática, 4 velocidades | Manual, 5 velocidades / Automática, 4 velocidades |
| Aceleración de 0–100 km/h (62 millas por hora) | 17.6 s                                            | 17.6 s                                            | 15.1 s                                            | 12.8 s                                            | 12.8 s                                            | 12.8 s                                            | 10.8 s                                            |
| Velocidad máxima                               | 156 km/h (97 millas por hora)                     | 156 km/h (97 millas por hora)                     | 165 km/h (103 millas por hora)                    | 178 km/h (111 millas por hora)                    | 178 km/h (111 millas por hora)                    | 178 km/h (111 millas por hora)                    | 193 km/h (120 millas por hora)                    |
| Consumo combinado (L/100 km)                   | 5.9                                               | 5.1                                               | 6.1                                               | 5.0                                               | 5.0                                               | 5.0                                               | 5.0                                               |

## México (1992-2002)
El Golf de tercera generación es introducido a México a principios de 1992 sustituyendo al Golf de segunda generación. Esta introducción estuvo marcada por una campaña publicitaria muy agresiva además de la noticia de su nombramiento como "Auto del Año en Europa", y también por la exportación hacía Estados Unidos y Canadá de este modelo junto con el Jetta.

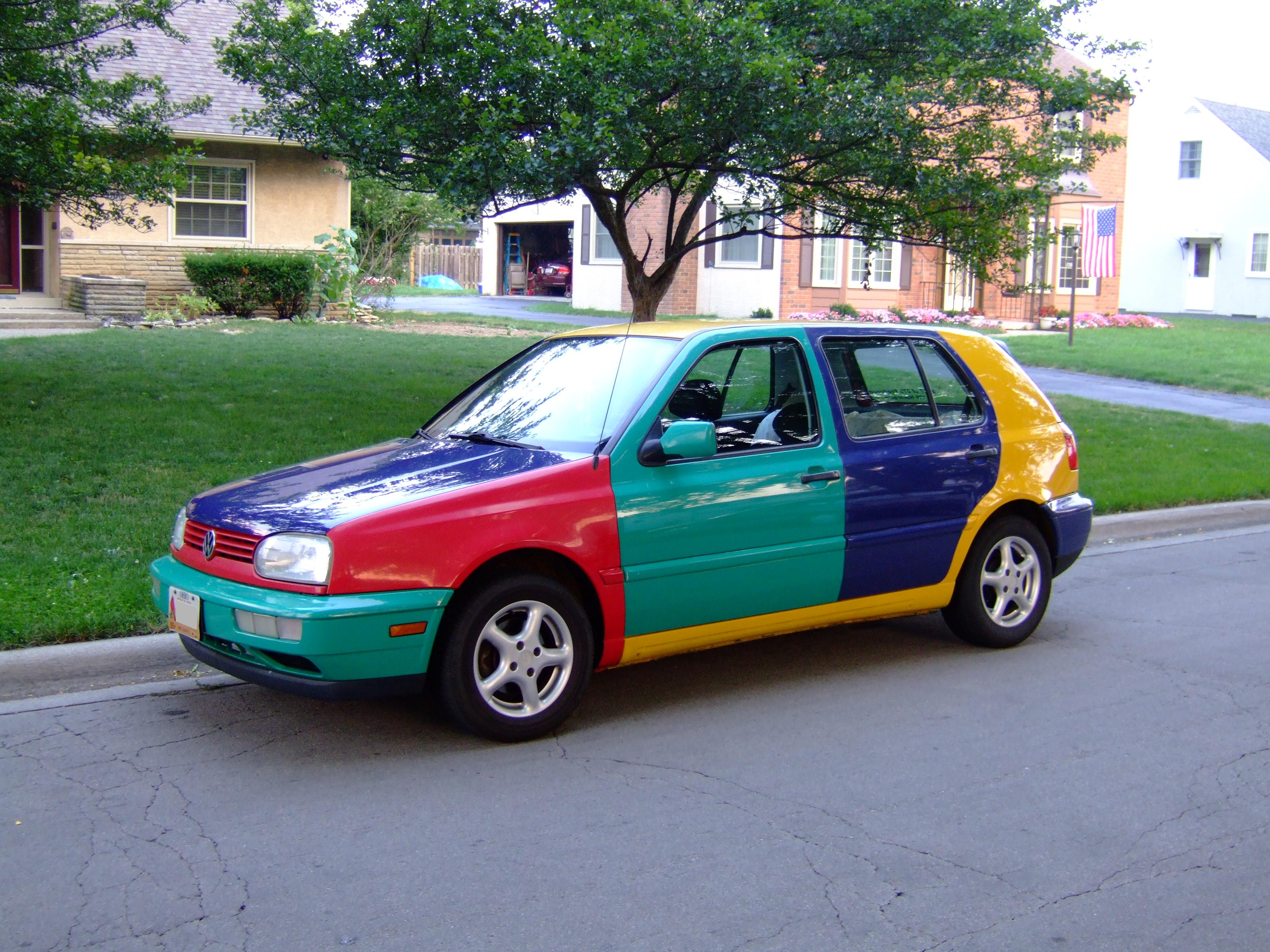
Volkswagen Golf Harlequin. Una de las ediciones especiales del Golf para México y Estados Unidos en 1995-1996.

Se introduce el Golf en dos versiones: "Golf CL" con motor 1.8 L 75 CV (55 kilovatios) y transmisión manual de 5 velocidades. "Golf GL" con motor 1.8 L 90 CV (66 kilovatios) con transmisiones manual de 5 velocidades y automática de 4 opcional, la estética de estos era muy similar (con excepción de las defensas de tipo americano) a los modelos europeos, excepto en que el Golf CL presenta defensas al color del auto y pierde el limpiador trasero, mientras que el Golf GL monta un pequeño deflector en la parte trasera. Esporádicamente hubo algunos "Golf GLS" con motor 2.0 L 115 CV (85 kilovatios) con ambos tipos de transmisión, que en realidad fueron los primeros Golf destinados al mercado estadounidense. Sin embargo, estos habían sido rechazados por Volkswagen of America por no cumplir con sus estándares de calidad. Estos Golf únicamente se comercializaban en 5 puertas. A principios de 1993 se introduce el "Golf GTI" con el motor 2.0 y 115 CV (85 kilovatios) en 3 puertas, aunque el modelo mexicano se comercializaba con las ruedas de aleación "Imola" de 14 pulgadas (35,6 cm) (opcionales en los Golf GL europeos), y emblemas distintos. Entre mediados de 1994 y fines de 1995 se produce en números limitados Golf CL en 3 puertas (que a partir de esta generación sería una carrocería exclusiva para los Golf GTI).
El año 1995 se puede dividir en dos partes en lo concerniente a la comercialización del Golf en México, debido a la severa crisis económica que sufría el país entonces. La primera fase, que es propiamente antes de la crisis, las versiones continuaban siendo el Golf CL, el Golf GL y el Golf GTI, con cambios en colores, vestiduras, y el Golf CL incluía el limpiador trasero. En la segunda fase, del año, ya propiamente con las ventas cayendo en picada, el Golf GL desaparece dejando lugar a una edición limitada, el "Golf Manhattan" que si bien tenía la apariencia exterior del Golf GL, tenía un interior menos equipado. Aparece igualmente una versión basada en el Golf CL llamada "Golf Atlanta", estas dos versiones continuarían su comercialización durante parte de 1996. En ese mismo año aparece el "Golf Harlequin", destinado principalmente al mercado estadounidense, estando inspirado en el Polo Harlequin del mercado europeo, su característica principal, es el presentar cada pieza de la carrocería de color distinto a la de junto, utilizando una base de cuatro colores distintos: Rojo, amarillo, verde pistache y azul marino. Cabe resaltar que el concepto Harlequin fue llevado igualmente, pero en este caso exclusivamente en el mercado mexicano, a una edición limitada más: El Volkswagen Sedán Harlequin, que como el Golf del mismo nombre, se comercializó en números muy limitados.
En 1996 aparece el "Golf City", un Golf con el nivel de equipamiento al mínimo, prescindiendo de elementos tales como la dirección asistida, el cierre centralizado, e incluso las bocinas del sistema de audio. El Golf City estaba equipado con el motor 1.8 L de 90 CV (66 kilovatios). Para 1997 el Golf City es la única versión del Golf, además del GTI disponible en el mercado mexicano. Sin embargo, al no gustarle al mercado mexicano los automóviles sin equipo, las ventas siguieron por debajo de las expectativas. Para el modelo 1998 y en un intento por incrementar las ventas del Golf, el Golf CL vuelve para sustituir al Golf City que, aunque este "nuevo" Golf contaba con pre-equipo para radio y dirección asistida, continuaron las bajas ventas. A mediados de 1998 se presenta inicialmente como edición limitada el "Golf Mi", que si bien era la versión Golf GL para Sudamérica, el Golf Mi relanzó al Golf en México, gracias a una nueva y agresiva estrategia de Volkswagen de reducción del precio y dotarle al auto de un mayor equipamiento, tal como asiento del conductor con ajuste de altura, espejos exteriores al color del auto, ruedas de 14 pulgadas (35,6 cm) con tapones de diámetro completo, luces traseras ahumadas y limpiador trasero. Igualmente lo presentaron con dos paquetes opcionales. El primero consistía en el aire acondicionado, mientras que el segundo sumaba además rines de aleación 14 pulgadas (35,6 cm) Orlando, cierre centralizado, espejos exteriores y cristales con ajuste eléctrico. El Golf MI se convierte en poco tiempo en la única versión del Golf 5 puertas para 1999. En estos años el Golf GTI casi no sufrió cambios, 

### Golf Cabrio (1997-2002)

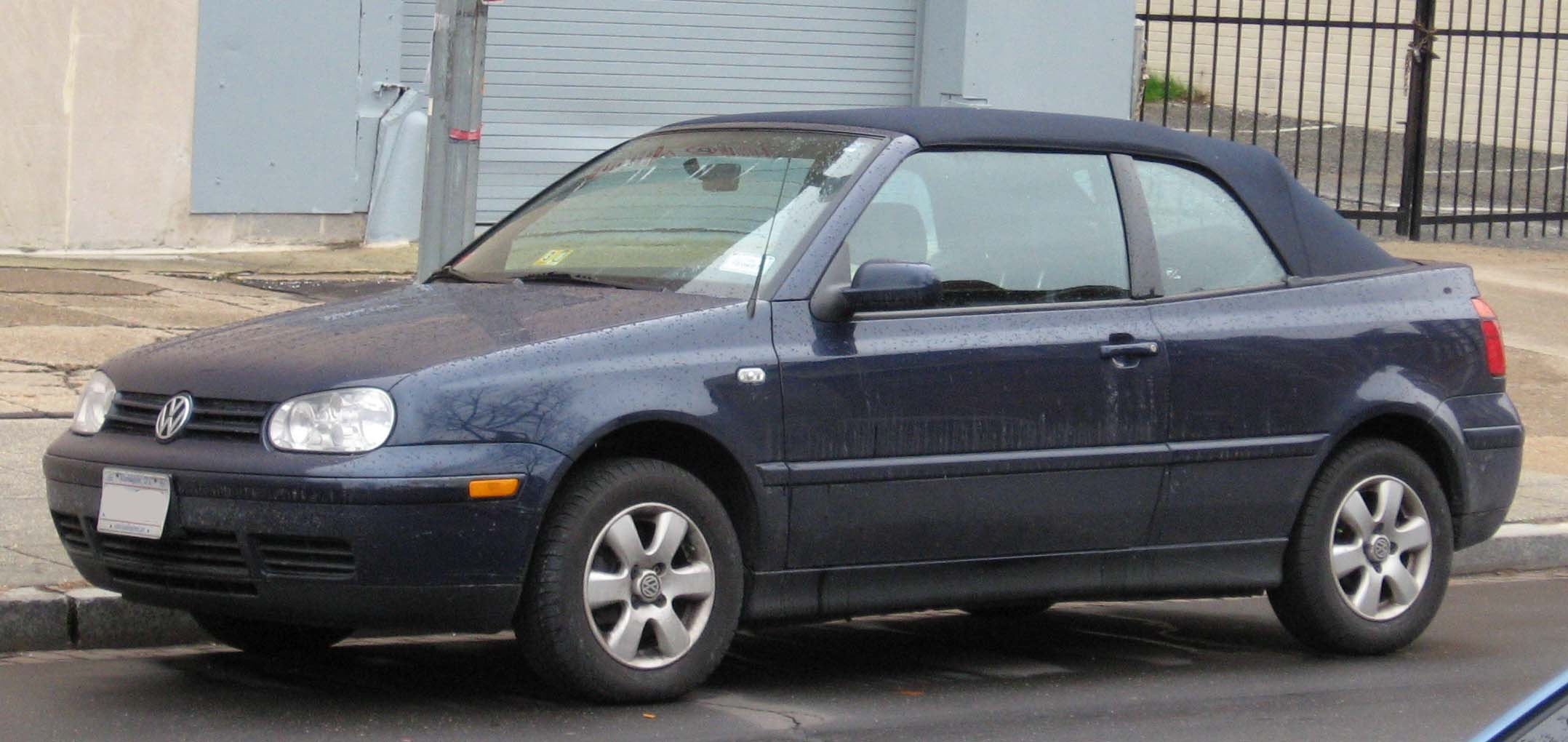
Volkswagen Golf Cabrio para los mercados de América del Norte, el único producido fuera de las instalaciones de Karmann en Alemania.

A partir de 1997 se empezó a ensamblar el Golf Cabrio en la planta de Puebla para los mercados estadounidense y canadiense y, de paso, no obstante ser un modelo "de nicho", dejar parte de esta producción en México, donde este convertible se introducía al mercado por primera vez. El Golf Cabrio destinado a estos mercados compartía con otras versiones el motor 2.0 L 115 CV (85 kilovatios) y transmisiones manual de 5 velocidades o automática de 4. El nivel de equipamiento era muy completo, únicamente quedando como opción las vestiduras de los asientos en piel. En 1999, se introduce un rediseño que lo hace asemejar al Golf de cuarta generación (que aparecería en el país hasta fines de 1999 como modelo 2000). De esta forma el Golf Cabrio continuo produciéndose en México hasta 2002, cuando se lanza el "Golf Cabrio Final Edition". Cuatro acabados de pintura se ofrecen: "Dessert Wind Metálico", "Azul Batik Perlado", "Verde Bright (Brillante) Perlado" y "Negro Mágico Perlado". La tapicería de piel de napa y el ajuste también está disponible en dos colores: Negro y Beige. Las capotas se ofrecieron en los colores Azul Marino, Verde obscuro y Negro.

## Estados Unidos y Canadá (1993-2002)

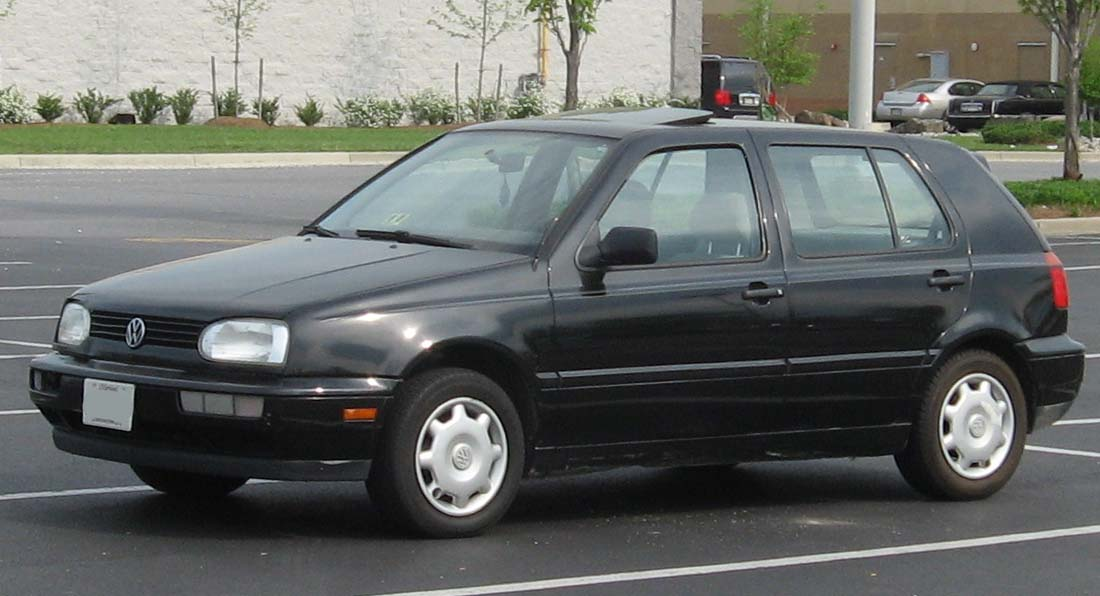
Volkswagen Golf III GL para Estados Unidos, modelo 1995.

El inicio de la comercialización del Golf III en los Estados Unidos fue complicado, debido a problemas de calidad existentes en la planta de Volkswagen de México, si bien en aquel país se comercializó a partir de febrero de 1992, exportándose un cierto número de unidades hacia los Estados Unidos, mismas que eran rechazadas y regresadas a México por no pasar los controles de calidad.
Es hasta el segundo trimestre de 1993, en que las primeras unidades del Volkswagen Golf III llegan a San Diego, California, así como a Canadá, no obstante los problemas de calidad continuaron en las unidades destinadas al resto de los estados de la unión americana, por lo que el Golf III se presenta oficialmente durante el último trimestre de ese año.

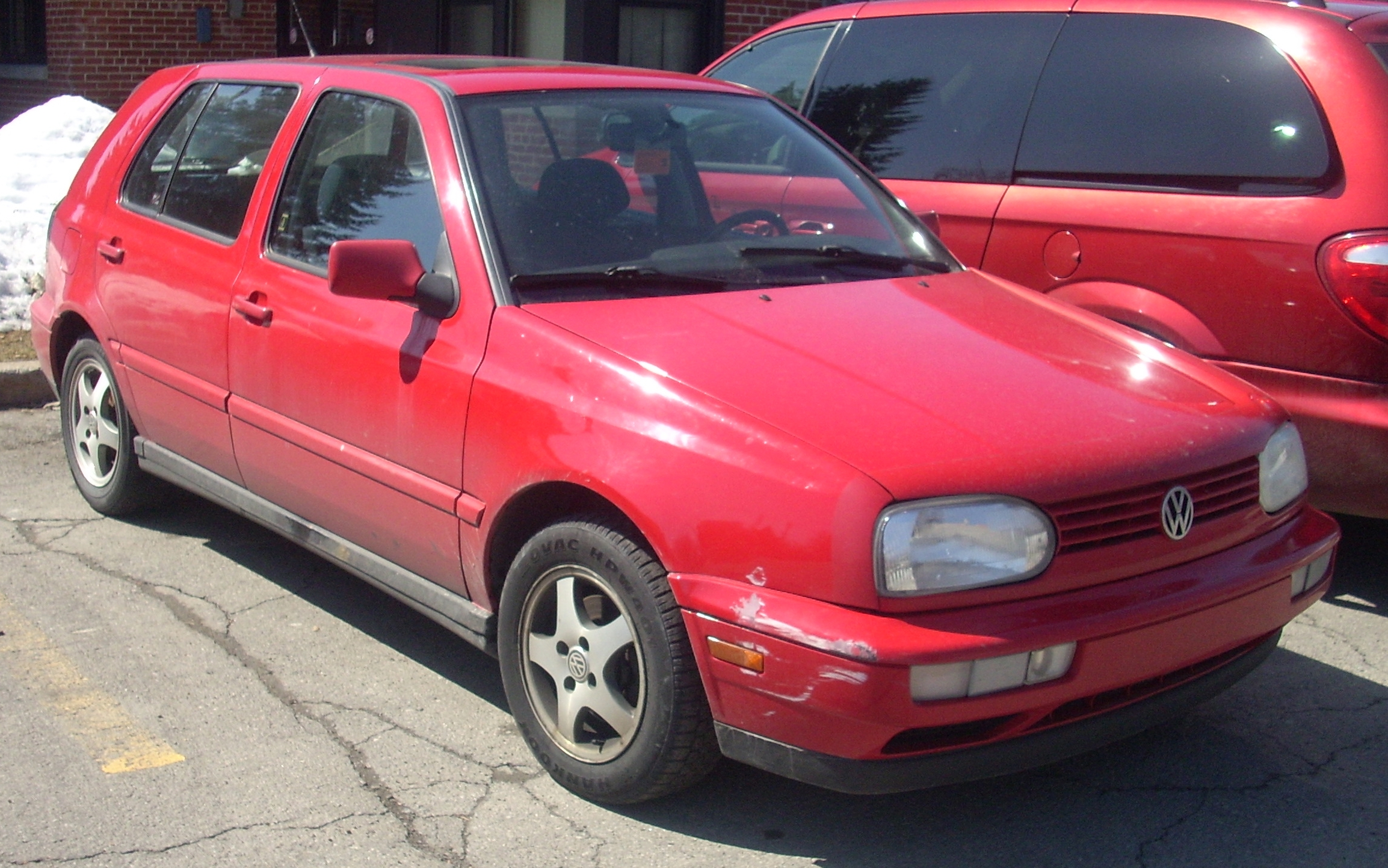
Volkswagen Golf GL para Estados Unidos, modelo 1998.

Debido al gran problema de robos de radios que sufría el Golf de la generación anterior, el nombre y emblema de este nuevo Golf es el de «Golf III» para diferenciarlos claramente y demostrar a las compañías aseguradoras que dicha siniestralidad había disminuido radicalmente. A partir de 1996, cuando esta distinción ya no fue necesaria para las aseguradoras, fue entonces cuando el Golf III pasó a ser simplemente el Golf.
Las versiones disponibles fueron entre otras, el «Golf» con 3 o 5 puertas, el «Golf GL» de 5 puertas, ambos con un motor 2.0 L y 115 CV (85 kilovatios), el Volkswagen GTI 3 puertas (cabe recordar la política de Volkswagen of America de comercializar al Golf «convencional» y al GTI como dos modelos separados de la gama), y el mismo motor, mientras que a partir de 1996 estuvo disponible el GTI VR6 con el motor VR6 2.8 L y 174 CV (128 kilovatios). Específicamente para Canadá existió el «Golf CL», disponible con 3 o 5 puertas, y un motor 1.8 L 90 CV (66 kilovatios).

## Brasil y otros mercados en Iberoamerica (1994-1999)
Volkswagen introduce por primera vez en su historia el Golf al mercado brasileño en febrero de 1994. El primer Golf disponible en Brasil fue el "Golf GTI" importado desde México. Al igual que en otros mercados donde se abastecía este auto por parte de Volkswagen de México, el Golf GTI ofrecía un motor 2.0 L 115 CV (85 kilovatios) y una carrocería de 3 puertas. En cuanto a sus prestaciones, su velocidad máxima rozaba los 196 km/h (122 millas por hora) y su aceleración era de 0 - 100 km/h (62 millas por hora) en 8 segundos. Al igual que el modelo comercializado en México, se ofrecía con rines de aleación de 14 pulgadas (35,6 cm), que eran más idóneos para los caminos de América Latina. Sin embargo, a diferencia, no ofrecía los espejos exteriores y cristales con ajuste eléctrico, que adoptaría en 1995. Su principal competencia en Brasil eran el Ford Escort XR3 y el Chevrolet Kadett GSi con mecánicas y prestaciones similares.
Para 1995, comienza la comercialización del "Golf GLX", versión de 5 puertas con la misma mecánica, igualmente proveniente de México, al igual que el "Golf GL" con un motor 1.8 L 90 CV (66 kilovatios) con inyección electrónica monopunto, importado desde Alemania. Sin embargo, al aumentar sorpresivamente en aquella época los aranceles de importación, afectaron sensiblemente las ventas del Golf. Para el modelo 1996, el Golf GL comenzó a ser importado desde México, incorporando a partir de ahora, una inyección multipunto. En 1997, se importó el "Golf VR6" con el ya conocido motor 2.8 L 174 CV (128 kilovatios), que al resultar costoso, fueron importadas pocas unidades, no obstante, algunos importadores independientes brasileños, lo importaron desde Miami, Florida, Estados Unidos.
En balance se puede decir que la introducción del Golf a los mercados sudamericanos fue un éxito tal, que Volkswagen tomó la decisión de trasladar para la siguiente generación, la producción del Golf a Brasil, siendo sustituido este Golf III mexicano en octubre de 1998.